# (623) Chimaera
(623) Chimaera ist ein Asteroid des Hauptgürtels, der am 22. Januar 1907 vom deutschen Astronomen Karl Julius Lohnert in Heidelberg entdeckt wurde. 
Der Asteroid ist nach der Chimära benannt, einer sagenhaften Monstergestalt der griechischen Mythologie.